# Ni Hong
Ni Hong (chinesisch 倪红; * 28. Februar 1986 in Peking) ist eine ehemalige chinesische Säbelfechterin.

## Erfolge
Ni Hong konnte international vor allem mit der Mannschaft Erfolge feiern. Bei den Olympischen Spielen 2008 in Peking erreichte sie mit der Mannschaft nach Siegen über Polen und Frankreich das Finale, in dem diese gegen die Ukraine mit 44:45 knapp verlor und damit Silber gewann. Bei der Weltmeisterschaft 2009 in Antalya folgte der Gewinn der Bronzemedaille. Sie wurde zweimal mit der Mannschaft Asienmeister und gewann den Titel 2009 in Doha zudem auch im Einzel.